# Parafia Matki Bożej Bolesnej w Osmoli
Parafia pw. Matki Bożej Bolesnej w Osmoli – rzymskokatolicka parafia należąca do dekanatu Siemiatycze, diecezji drohiczyńskiej, metropolii białostockiej. Liczy około 930 wiernych.

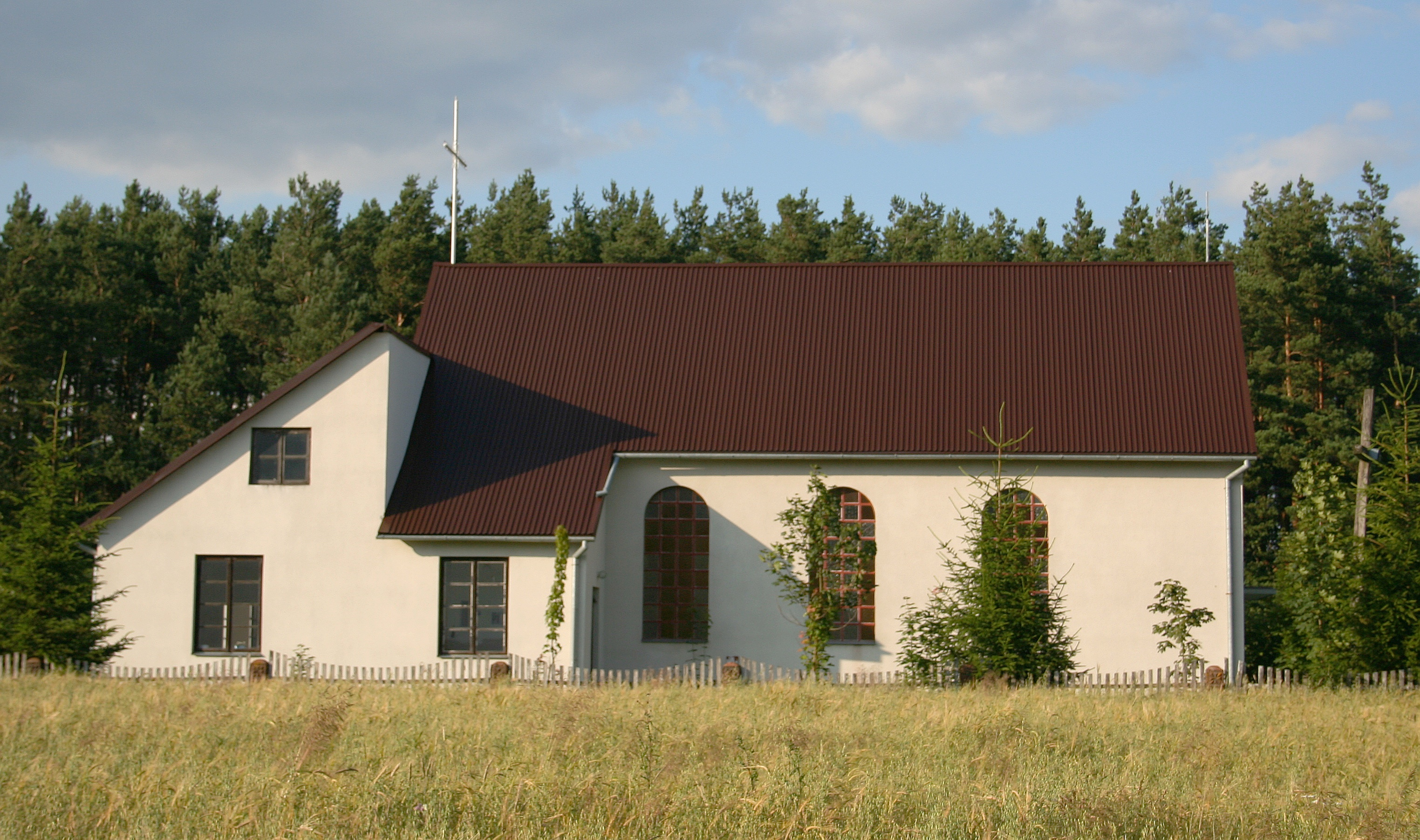
kaplica pw. NMP Królowej Polski w Wałkach

## Historia
Od powstania w XV do XIX wieku Osmola należała do parafii Trójcy Przenajświętszej w Dziadkowicach. W ramach represji po powstaniu styczniowym z rozkazu generał-gubernatora wileńskiego, kowieńskiego i grodzieńskiego Konstantina von Kaufmana kościół w Dziadkowicach został przekazany Cerkwi prawosławnej, a katolicka parafia została zniesiona.
Po wydaniu w 1905 roku przez cara Mikołaja II ukazu o tolerancji religijnej, rozpoczęto starania o pozwolenie na budowę kościoła w Dziadkowicach, które uzyskano w 1910 roku. W Dziadkowicach brak było jednak działki, na której mogłaby powstać świątynia. Wówczas mieszkańcy Osmoli, ofiarowali na ten cel 25 hektarów ziemi.
W 1914 roku władze carskie zezwoliły na budowę kościoła w Osmoli. Wówczas administrator apostolski diecezji wileńskiej ks. Kazimierz Mikołaj Michalkiewicz erygował parafię w Osmoli. W 1915 roku powstała tymczasowa kaplica pw. św. Anny. Obecny kościół powstał w latach 1922 - 1929. Konsekrował go 15 września 1996 biskup drohiczyński Antoni Dydycz OFMCap.
W latach 1985–1988 powstała kaplica filialna pw. NMP Królowej Polski w Wałkach.

## Obszar parafii
W granicach parafii znajdują się miejscowości:

- Choroszczewo,
- Hornowo,
- Hornowszczyzna,
- Jasienówka,
- Lubiejki,
- Malewice,
- Osmola,
- Wałki,
- Zaporośl
- Żuniewo.